# Faucon bérigora
Falco berigora
Espèce
Statut CITES
Statut de conservation UICN

 LC  : Préoccupation mineure
Le faucon bérigora (Falco berigora) est une espèce de rapaces de la famille des Falconidae. Le terme bérigora dérive de l'ancien nom aborigène donné à cet oiseau.

## Description
Le faucon bérigora est de couleur variable : certains sujets sont entièrement bruns, d'autres bruns dessus et blanchâtres dessous, avec ou sans marques foncées.
Il diffère des autres faucons par ses ailes plus larges et ses pattes plus longues.
Sa taille est de 41 à 51 cm.

## Aire de répartition et habitat
Cette espèce d'Australie et de Nouvelle-Guinée se rencontre dans tous les milieux à l'exception des forêts, mais préfère les savanes, prairies et terres cultivées. On le trouve aussi dans les déserts en plaine et jusqu'à 3 000 m d'altitude en Nouvelle-Guinée.

## Comportement

### Régime alimentaire
Il se nourrit d'arthropodes et de petits vertébrés, et chasse soit en vol, soit à l'affût.

### Reproduction
Le faucon bérigora utilise habituellement de vieux nids d'autres oiseaux pour se reproduire.

### Implication dans les feux de brousse
En Australie, il a été observé que les faucons bérigora favorisent l'extension des feux de brousse en emportant des brindilles enflammées dans des zones encore intactes.

## Galerie

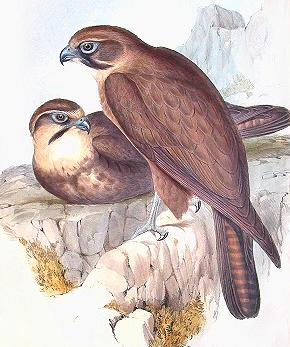
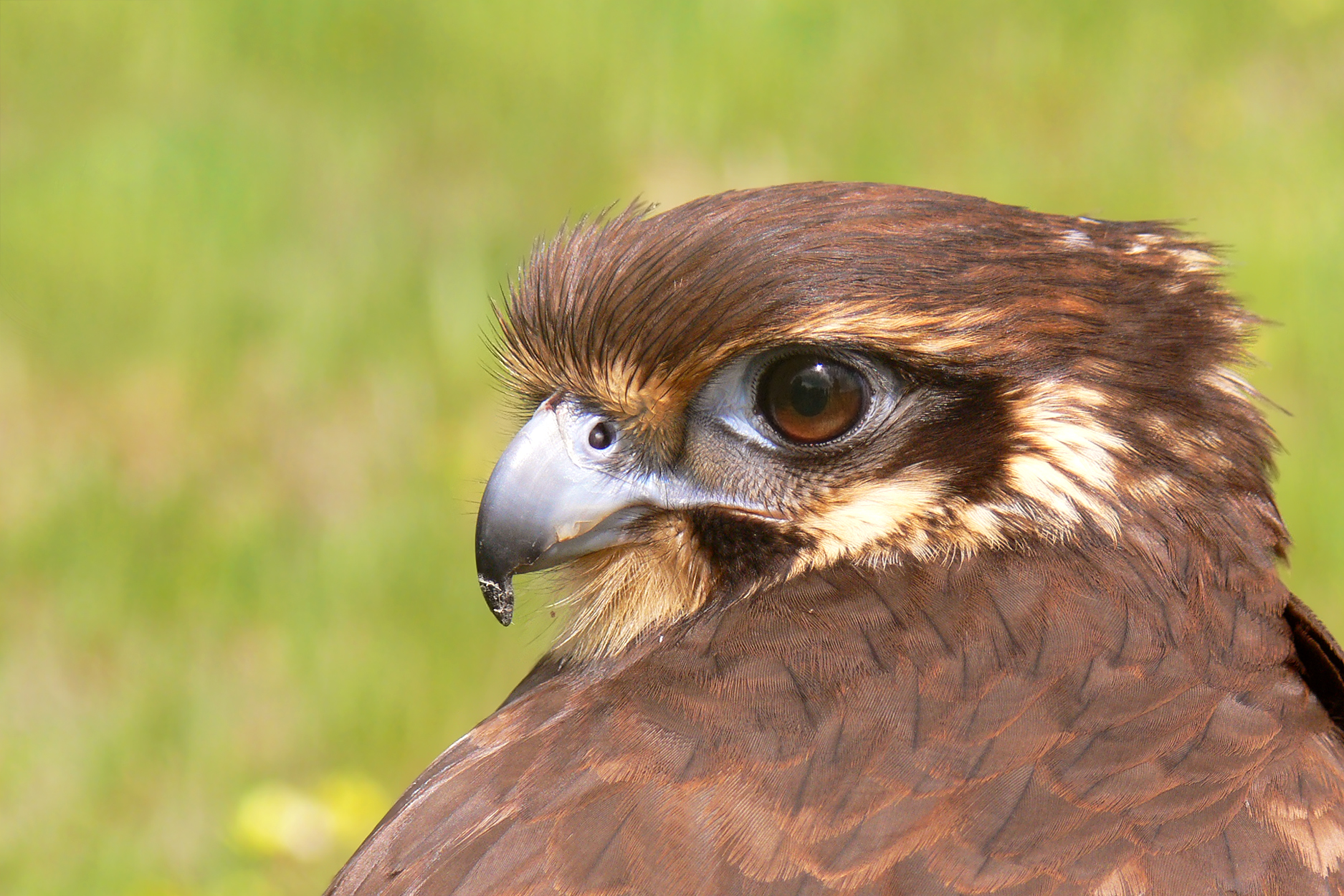
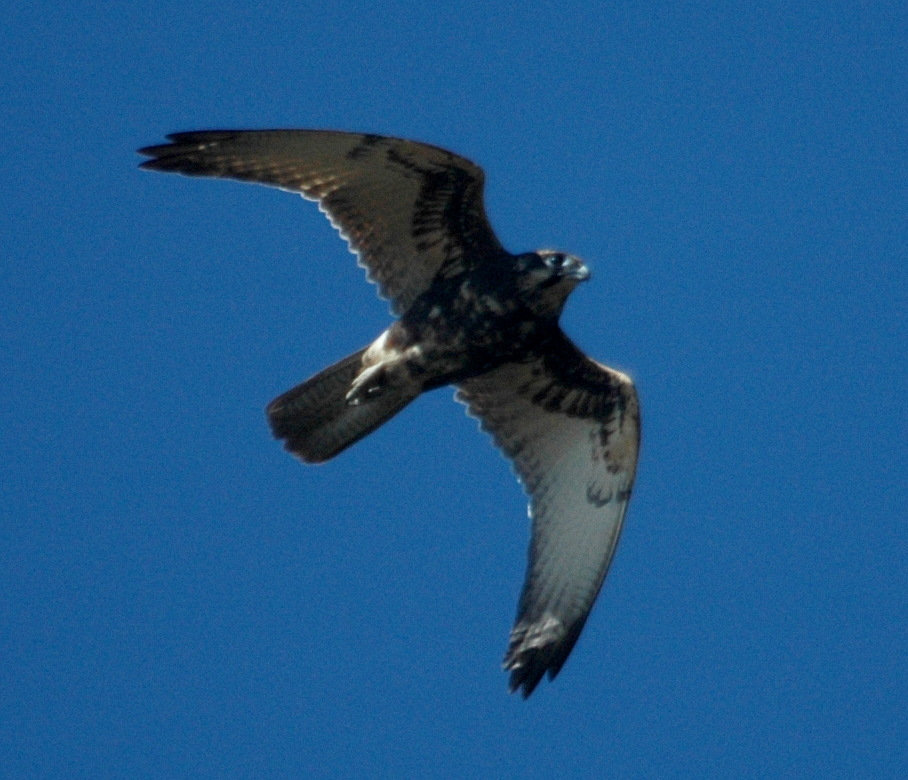

## Sous-espèces
D'après Alan P. Peterson, quatre sous-espèces ont été décrites :
- Falco berigora berigora Vigors & Horsfield 1827
- Falco berigora novaeguineae (Meyer,AB) 1894
- Falco berigora occidentalis (Gould) 1844
- Falco berigora tasmanicus (Mathews) 1916